# Одрі Местре
Одрі Местре (фр. Audrey Mestre; 11 серпня 1974, Сен-Дені, Франція — 12 жовтня 2002, Домініканська Республіка) — французька фрідайверка.

## Біографія
Народилася в Сен-Дені, за 10 км на північ від Парижа, в сім'ї ентузіастів підводного плавання. У віці двох років навчилася плавати. Вона була ще підлітком, коли її родина переїжджала в Мехіко. Вивчила морську біологію в університеті в Ла-Пасі, Мексика.
У 1996 році Одрі знайомиться з відомим фрідайвером Франсіско Феррерасом, який стає пізніше її чоловіком. Він же буде її тренером і організовував занурення, під час яких Одрі встановлює нові світові рекорди по глибині занурення.

## Досягнення
З 1997 року вона встановила кілька національних і світових рекордів з фрідайвінгу. 29 травня 1997 року вона встановила рекорд Франції серед жінок, зробивши занурення на 80 метрів за 1 хвилину 13 секунд. 6 червня 1998 року — занурення на 115 метрів за 2 хвилини 21 секунду, світовий рекорд серед жінок. 13 травня 2000 року — занурення за схемою NO LIMITS на 125 метрів за 2 хвилини 3 секунди і звання чемпіона світу серед жінок. 19 травня 2001 року — новий рекорд (130 метрів за 1 хвилину 57 секунд).
За твердженням офіційного сайту Одрі Местре їй належить абсолютне досягнення в глибоководному зануренні без використання апаратів для дихання NLT — 170 метрів, який був встановлений під час тренувань і затверджений після смерті спортсменки, як данина її пам'яті. Відповідно до Міжнародної асоціації фрідайвінга AIDA International Одрі Местре володіє Європейським континентальним рекордом в дисципліні «Без обмежень (No Limit, NLT)» 130 метрів, він же свого часу був світовим рекордом.

## Смерть
Местре загинула в суботу 12 жовтня 2002 року біля берегів Домініканської Республіки, здійснюючи спробу встановити новий світовий рекорд в глибоководному пірнанні. Організатором занурення був чоловік Одрі — Франсиско Феррерас.
Местре планувала зануритися на глибину 171 метр і побити не тільки жіночий, але і чоловічий світовий рекорд, що становив на той момент 162 метра і належить Лоїку Леферму. Основним дайвером підтримки на цьому зануренні був Паскаль Бернабе.
Відповідно до правил цього виду змагань, пірнальниця використовувала для занурення лише спеціальний вантаж, не маючи при собі ніяких кисневих приладів. Підйом повинен був проводиться за допомогою ліфт-бега. Через 8 хвилин 39 секунд після того, як француженка почала занурення, її тіло було доставлено на поверхню. Смерть сталася через проблеми з обладнанням: балон з повітрям, призначеним для наповнення повітряної кулі для підйому на поверхню, виявився не заправлений.